# Belval (Manche)
Pour les articles homonymes, voir Belval.
Belval est une commune française, située dans le département de la Manche en région Normandie, peuplée de 334 habitants.

## Géographie

### Climat
Pour des articles plus généraux, voir Climat de la Normandie et Climat de la Manche.
En 2010, le climat de la commune est de type climat océanique franc, selon une étude du CNRS s'appuyant sur une série de données couvrant la période 1971-2000. En 2020, Météo-France publie une typologie des climats de la France métropolitaine dans laquelle la commune est exposée à un climat océanique et est dans la région climatique  Normandie (Cotentin, Orne), caractérisée par une pluviométrie relativement élevée (850 mm/a) et un été frais (15,5 °C) et venté. Parallèlement le GIEC normand, un groupe régional d’experts sur le climat, différencie quant à lui, dans une étude de 2020, trois grands types de climats pour la région Normandie, nuancés à une échelle plus fine par les facteurs géographiques locaux. La commune est, selon ce zonage, exposée à un « climat maritime », correspondant au Cotentin et à l'ouest du département de la Manche, frais, humide et pluvieux, où les contrastes pluviométrique et thermique sont parfois très prononcés en quelques kilomètres quand le relief est marqué.
Pour la période 1971-2000, la température annuelle moyenne est de 10,9 °C, avec une amplitude thermique annuelle de 11,7 °C. Le cumul annuel moyen de précipitations est de 884 mm, avec 15 jours de précipitations en janvier et 8,7 jours en juillet. Pour la période 1991-2020, la température moyenne annuelle observée sur la station météorologique la plus proche, située sur la commune de Cerisy-la-Salle à 6 km à vol d'oiseau, est de 11,5 °C et le cumul annuel moyen de précipitations est de 1 112,5 mm,. Pour l'avenir, les paramètres climatiques de la commune estimés pour 2050 selon différents scénarios d’émission de gaz à effet de serre sont consultables sur un site dédié publié par Météo-France en novembre 2022.

## Urbanisme

### Typologie
Au 1er janvier 2024, Belval est catégorisée commune rurale à habitat dispersé, selon la nouvelle grille communale de densité à sept niveaux définie par l'Insee en 2022.
Elle est située hors unité urbaine.
Par ailleurs la commune fait partie de l'aire d'attraction de Coutances, dont elle est une commune de la couronne,. Cette aire, qui regroupe 37 communes, est catégorisée dans les aires de moins de 50 000 habitants,.

### Occupation des sols
L'occupation des sols de la commune, telle qu'elle ressort de la base de données européenne d’occupation biophysique des sols Corine Land Cover (CLC), est marquée par l'importance des territoires agricoles (96,4 % en 2018), en diminution par rapport à 1990 (98,2 %).
La répartition détaillée en 2018 est la suivante : prairies (74,4 %), terres arables (22 %), zones urbanisées (1,9 %), forêts (1,8 %).

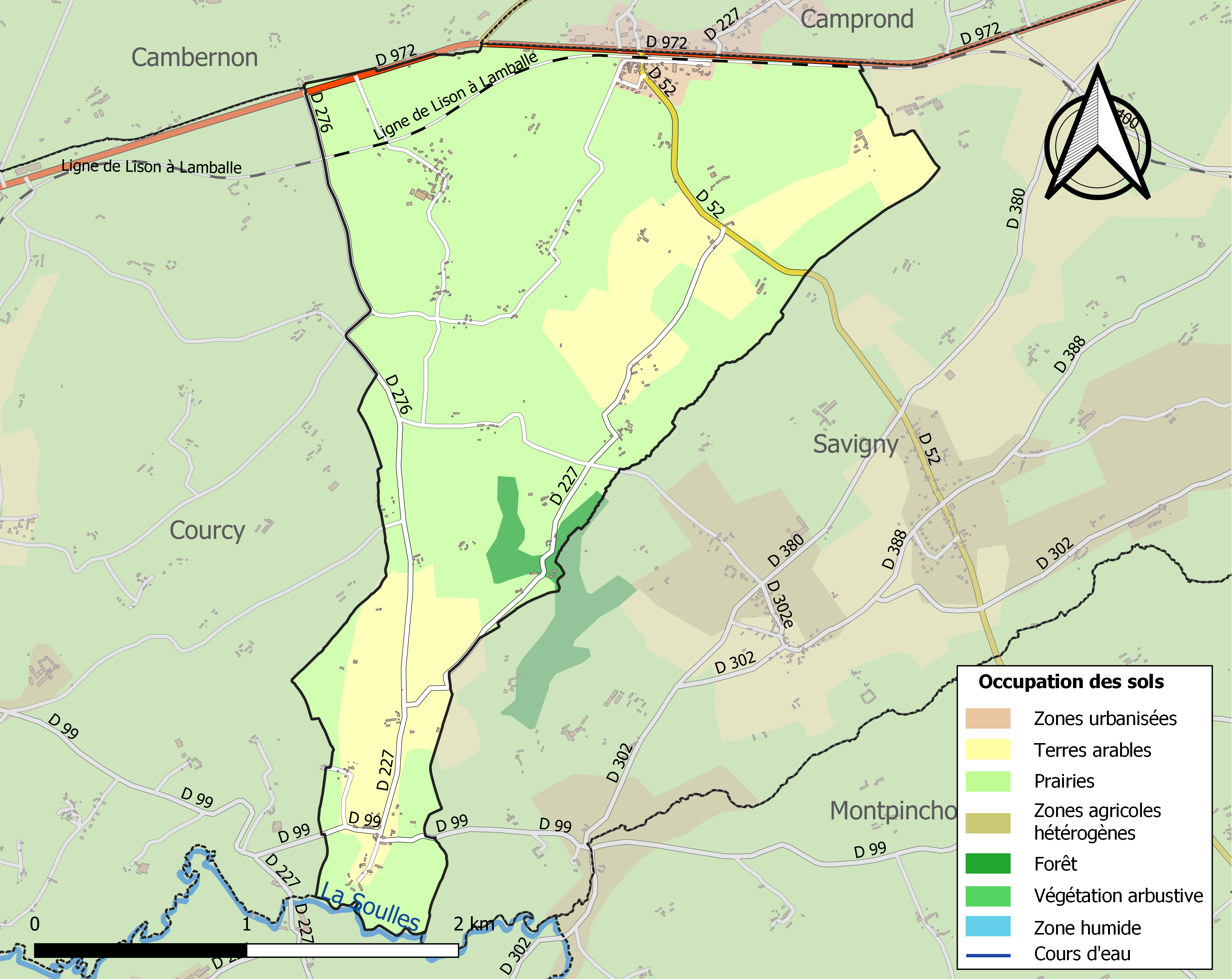
Carte des infrastructures et de l'occupation des sols de la commune en 2018 (CLC).

L'évolution de l’occupation des sols de la commune et de ses infrastructures peut être observée sur les différentes représentations cartographiques du territoire : la carte de Cassini (XVIIIe siècle), la carte d'état-major (1820-1866) et les cartes ou photos aériennes de l'IGN pour la période actuelle (1950 à aujourd'hui).

### Morphologie urbaine
Belval se divise en deux parties : Belval Gare et Belval Bourg. La mairie et l’église se situant au Bourg. Les commerces sont regroupés près de l'ancienne petite gare. La commune est bocagère.

## Toponymie
Le nom de la localité est attesté sous la forme de Bella Valle vers 1210 et Bella Vallis sans date.
La commune s'appelait Belleval en 1757.
Le sens est « la belle vallée », « le beau vallon ». Littéralement « beau val » ; le mot val a été généralement employé en toponymie au féminin.
Dans les différentes attestations anciennes de ce toponyme, l'adjectif bele est accordé au féminin, et il serait plus logique d'orthographier aujourd'hui ce nom Belleval (orthographe en usage jusqu'au XIXe siècle). Le mot val est issu du latin vallis, variante de valles, lui aussi féminin.
Toponyme médiéval issu de l'ancien français bele val, « beau val », où l'adjectif bel « beau » n'exprime pas nécessairement un jugement esthétique, mais le degré élevé d'une qualité : grandeur, fertilité, etc.
Le gentilé est Belvalais.

## Histoire

### Protohistoire
Il fut découvert sur le territoire communal divers objets d'époque gauloise.

### Moyen Âge
C'est l'évêque de Coutances qui possédait la dîme et l'église de Belval.

### Temps modernes
Pour son fief de Belval, Gilles Ferron, écuyer est taxé en 1567 dans le rôle du ban et d'arrière-ban de la vicomté de Coutances,.
Au XVIIIe siècle, Jean-Louis de Carbonel, chevalier de Saint-Louis, baron de Marcey, est cité comme seigneur de Camprond et de Belval.
La dernière famille seigneuriale fut celle de Vesly,.
François Delalande (1736-1772), né à Belval, curé de Grigny sous Louis XV, ecclésiastique, moraliste et auteur ascétique dont à titre posthume Instruction sur la grandeur de Dieu.

### Révolution française et Empire
En 1789, Jacques de La Lande représentait Belval (Belleval) à L'Assemblée primaire de Caillebot-la-Salle (Montpinchon).

## Politique et administration
| Période                                                                                      | Période      | Identité                       | Étiquette | Qualité              |
| -------------------------------------------------------------------------------------------- | ------------ | ------------------------------ | --------- | -------------------- |
| 1793                                                                                         | 1794         | Louis Jean Baptiste Lalouet    |           |                      |
| 1794                                                                                         | 1795         | François Hélaine               |           |                      |
| 1795                                                                                         | 1796         | Louis Jean Baptiste Lalouet    |           |                      |
| 1796                                                                                         | 1802         | Nicolas François Julien Girard |           |                      |
| 1802                                                                                         | 1808         | Louis Léonard Le Mosquet       |           |                      |
| 1808                                                                                         | 1849         | Antoine Marie Michel de Vesly  |           |                      |
| 1849                                                                                         | 1856         | Charles Esnée                  |           |                      |
| 1862                                                                                         | 1867         | Auguste Lerendu                |           |                      |
| 1867                                                                                         | 1895         | Charles Le Mosquet             |           |                      |
| 1895                                                                                         | 1900         | Victor Le Mosquet              |           |                      |
| 1900                                                                                         | 1903         | Édouard Perrette               |           |                      |
| 1903                                                                                         | 1939         | Émile Le Mosquet               |           |                      |
|                                                                                              |              |                                |           |                      |
| 1945                                                                                         | 1977         | Émile Lerendu                  |           |                      |
| 1977                                                                                         | 1989         | André Lebouvier                |           |                      |
| 1989                                                                                         | mars 2001    | Pascal Clémenceau              |           |                      |
| mars 2001                                                                                    | octobre 2007 | Daniel Lefoulon                |           |                      |
| novembre 2007                                                                                | avril 2014   | Yves Duchemin                  | SE        |                      |
| avril 2014                                                                                   | juillet 2020 | Régine Doloue                  | SE        | Ancienne commerçante |
| juillet 2020                                                                                 | En cours     | Serge Court                    |           | Inséminateur         |
| Une partie des données est issue d'une liste établie par Jean Pouëssel et Edmond Lemonchois. |              |                                |           |                      |

## Démographie
L'évolution du nombre d'habitants est connue à travers les recensements de la population effectués dans la commune depuis 1793. Pour les communes de moins de 10 000 habitants, une enquête de recensement portant sur toute la population est réalisée tous les cinq ans, les populations de référence des années intermédiaires étant quant à elles estimées par interpolation ou extrapolation. Pour la commune, le premier recensement exhaustif entrant dans le cadre du nouveau dispositif a été réalisé en 2006.
En 2022, la commune comptait 334 habitants, en évolution de +6,37 % par rapport à 2016 (Manche : −0,31 %, France hors Mayotte : +2,11 %).
| 1793 | 1800 | 1806 | 1821 | 1831 | 1836 | 1841 | 1846 | 1851 |
| ---- | ---- | ---- | ---- | ---- | ---- | ---- | ---- | ---- |
| 556  | 557  | 595  | 626  | 535  | 513  | 509  | 516  | 496  |

| 1856 | 1861 | 1866 | 1872 | 1876 | 1881 | 1886 | 1891 | 1896 |
| ---- | ---- | ---- | ---- | ---- | ---- | ---- | ---- | ---- |
| 485  | 448  | 451  | 448  | 450  | 405  | 402  | 405  | 403  |

| 1901 | 1906 | 1911 | 1921 | 1926 | 1931 | 1936 | 1946 | 1954 |
| ---- | ---- | ---- | ---- | ---- | ---- | ---- | ---- | ---- |
| 304  | 334  | 334  | 281  | 283  | 298  | 286  | 309  | 324  |

| 1962 | 1968 | 1975 | 1982 | 1990 | 1999 | 2006 | 2011 | 2016 |
| ---- | ---- | ---- | ---- | ---- | ---- | ---- | ---- | ---- |
| 314  | 290  | 234  | 253  | 274  | 274  | 293  | 299  | 314  |

| 2021 | 2022 | - | - | - | - | - | - | - |
| ---- | ---- | - | - | - | - | - | - | - |
| 330  | 334  | - | - | - | - | - | - | - |

## Économie
Les commerces sont présents à la gare avec un salon de coiffure, un magasin tupperware, une boulangerie, un bistrot et une épicerie[réf. nécessaire]. Ainsi que sa boucherie-charcuterie Dulin - Villain réputée pour ses saucisses à l’oignon, récompensée par une médaille d’or au salon de l’Agriculture à Paris.

## Culture locale et patrimoine

### Lieux et monuments

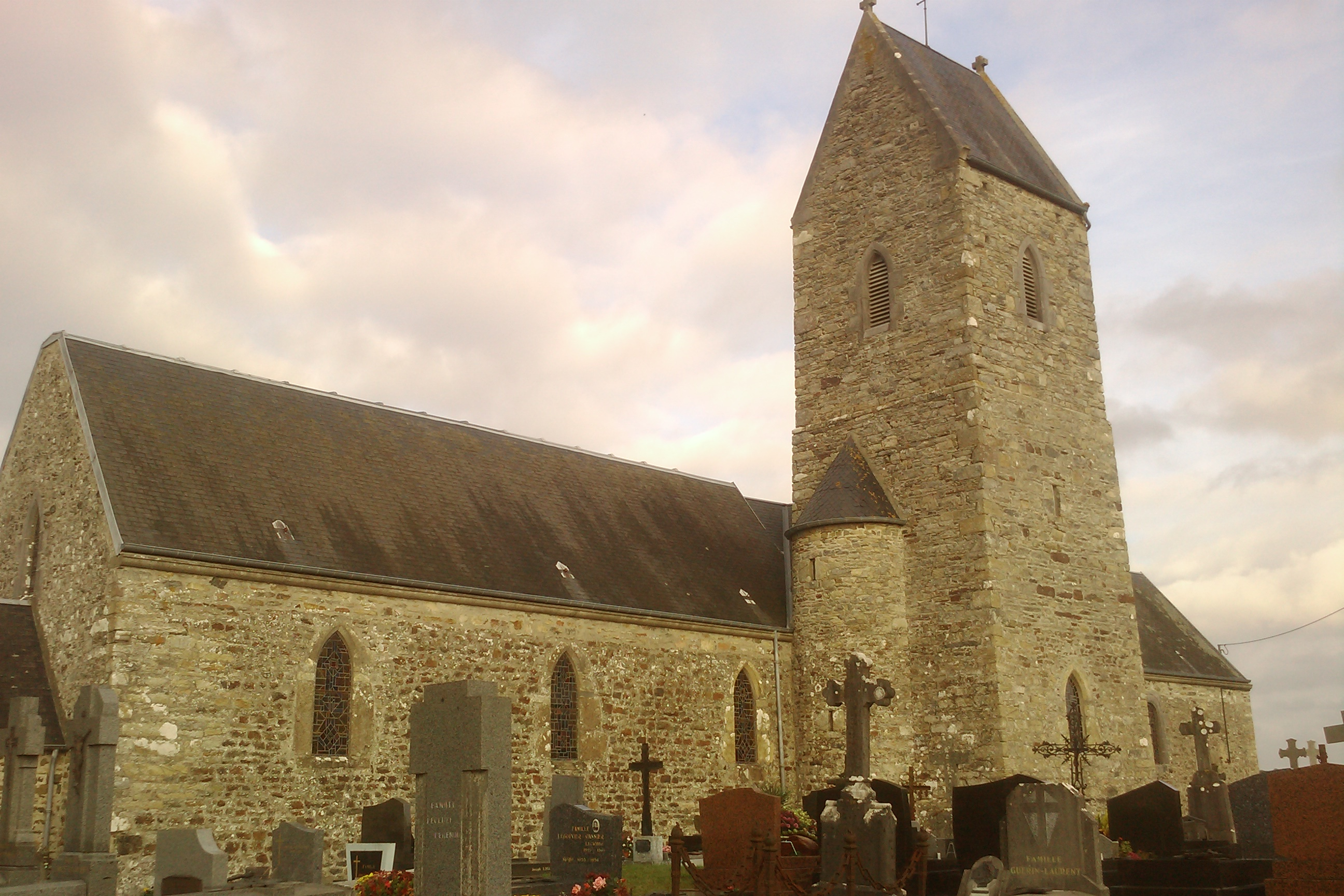
L'église Saint-Martin.

- Église Saint-Martin-Saint-Gatien des XVIe – XVIIe siècles, conservant des fenêtres latérales nord du XVIe et avec à l'extérieur une sculpture d'une tête d'évêque en pierre et sa mitre en bois. L'église abrite un maître-autel du XVIIIe, un bénitier du XVIe, une Vierge à l'Enfant du XVe[21].
- if funéraire et calvaire du cimetière du XVe siècle.
- Manoir de la Cour du XVIe siècle, dit petit manoir, ancien siège de la seigneurie.
- Pigeonnier de Vesly.
- Pigeonnier de Fréven.

Pour mémoire
Le château de Vesly a été détruit par les bombardements de 1944.

### Personnalités liées à la commune
- François Lemoyne (1688-1737), fils de Michel Lemoyne né à Belval et postillon de Louis XIV, suivit les cours de l'Académie royale. Louis XV lui donnera le titre de Premier peintre du Roi[21].

### Héraldique
| Armes de Belval | Les armes de la commune de Belval se blasonnent ainsi : D'argent à la rose de gueules boutonnée d'or, pointée, tigée et feuillée de sinople, chaussé du même. |